# Spalerosophis josephscorteccii
Espèce
Spalerosophis josephscorteccii  est une espèce de serpents de la famille des Colubridae.

## Répartition
Cette espèce est endémique de Somalie.

## Publication originale
- Lanza, 1964 : Il genere Sphalerosophis e descrizione di una nuova specie (Reptilia, Serpentes). Monitore zoologico italiano, vol. 72, p. 47-64.